# Балкан (музичка група)
Балкан је бивши рок бенд из Новог Сада који је постојао од 1982. до 1989. године. У песмама групе се види тежак живот у 60-им и 70-им. Најбољи примери за то су песме „Колонисти“, "10 kg нето“, „Београд-Борово-88", „Резанци“, „Тридесетпета-шеста“ и многим другим. Група је, како Цветковић каже, требало да одржи први концерт у Нишу, који је, међутим, отказан. У периоду од изласка последњег албума (1989) до 2007, група је направила још око петнаест песама које су први пут изашле на албуму „Балкан - Антологија 1982-2007".

## Чланови
- Александар Цветковић Леки (вокал, гитара)
- Жељко Јерковић (гитара)
- Саша Завишић (бас-гитара)
- Радивој Бугарски (бубањ)
- Зоран Бабин (удараљке, бас-гитара, гитара)

## Дискографија
- Гола истина ("Naked Truth") (Југодиск, 1982)
- На брдовитом Балкану ("In the Mountainous Balkans") (Југодиск, 1983)
- Homo Balcanicus (Југодиск, 1985)
- Коме веровати ("Whom To Trust") (Панонија концерт, 1989)
- Балкан - Антологија 1982-2007